# Théziers
Théziers – miejscowość i gmina we Francji, w regionie Oksytania, w departamencie Gard.
Według danych na rok 1990 gminę zamieszkiwały 844 osoby, a gęstość zaludnienia wynosiła 74 osoby/km² (wśród 1545 gmin Langwedocji-Roussillon Théziers plasuje się na 386. miejscu pod względem liczby ludności, natomiast pod względem powierzchni na miejscu 678.).